# Iosephus Flavius
Iosephus Flavius (Jeruzsálem, 37 körül – Róma, 100 körül), eredeti nevén Joszéf ben Mattitjáhu (héberül: יוסף בן מתתיהו) zsidó történetíró és hadvezér. A Zsidó–római háború (66–70) idején a felkelők egyik parancsnoka volt Galileában, majd átállt a rómaiakhoz és Vespasianus, Titus és Domitianus római császárok pártfogoltja lett. Munkái, melyek nagy részét görögül írta, az ókorkutatás legfontosabb forrásai közé tartoznak, bár írásai nem mentesek az egyéni, önmagát mentő látásmódtól. Legfontosabb művei A zsidó háború (De bello Iudaico), A zsidók története (Antiquitates Iudaicae), Önéletrajz (Vita), Apión ellen, avagy a zsidó nép ősi voltáról (Contra Apionem, de antiquitate Iudaeorum).

## Élete

### Korai évek

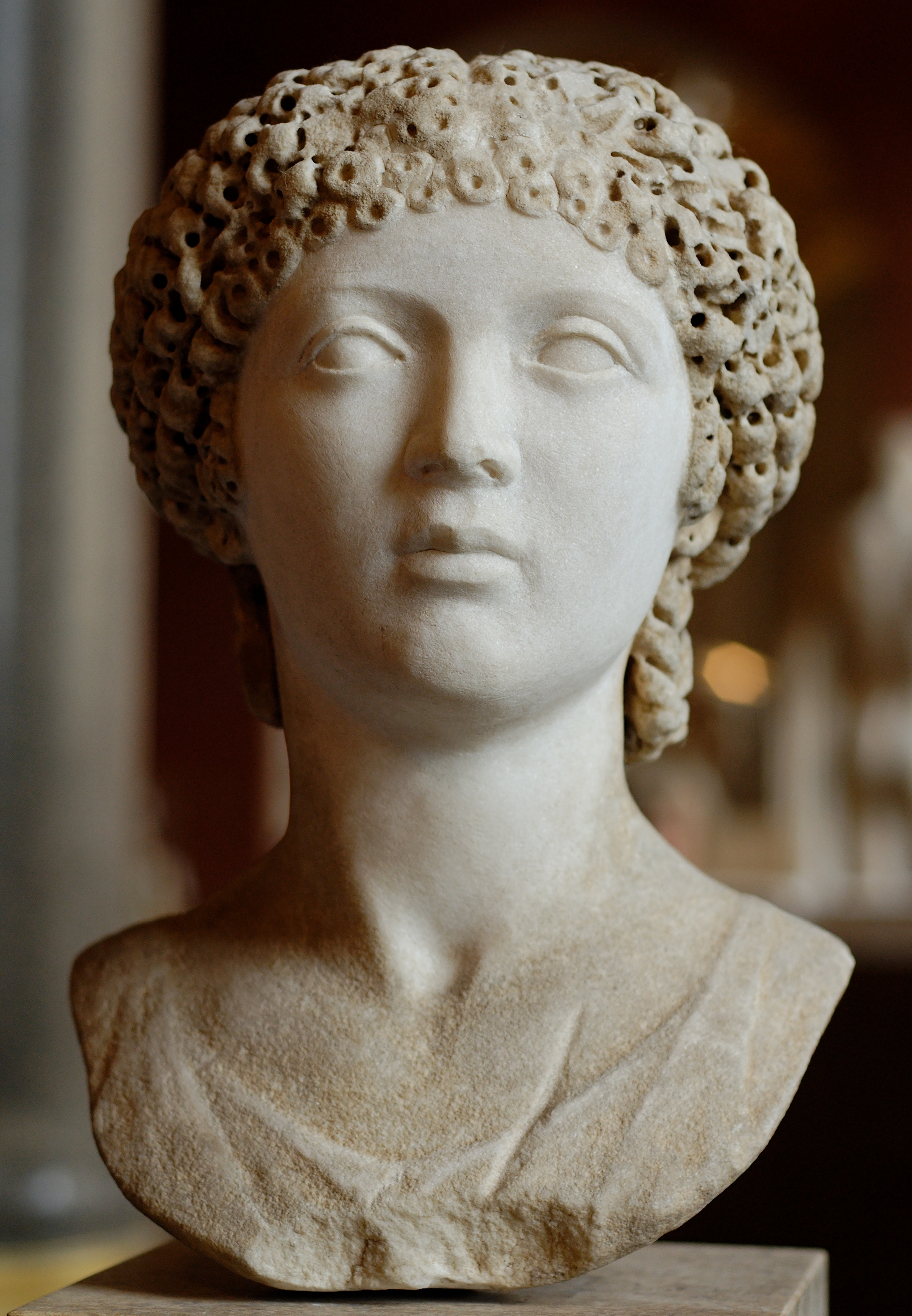
Nero római császár felesége, Poppaea Sabina mellszobra, Louvre, Párizs

Önéletírása szerint a zsidóság egyik előkelő családjából, a kohanitáktól származik, anyai ágon a Hasmoneusokkal is rokonságban állt. Már korán kitűnt emlékezőtehetségével és értelmével. Önéletírásában megemlíti, hogy már tizennégy éves korában vallástudósok kérték ki tanácsait hitbéli kérdésekben. Több zsidó vallási iskolában tanult, így megismerkedett a farizeusok, szadduceusok és esszénusok tanításaival. Mivel az itt tanultak nem elégítették ki tudásszomját, egy, a sivatagban remeteként élő aszkétához, egy bizonyos Bannushoz csatlakozott, aki mellett három éven át tanulmányozta a vallási tanításokat. Miután 19 éves korában visszatért a városba, elkezdte farizeus szemszögből hirdetni az eddig megszerzett tudásanyagot. Huszonhat éves korában Rómába utazott, hogy kiszabadítsa barátait, akiket Antonius Félix júdeai helytartó lefogatott, és Rómába küldött. A birodalom fővárosában megismerkedett egy Alityros nevű görög-zsidó színésszel, aki protekciót szerzett Nero római császár feleségéhez, Poppaeához, akinek segítségével barátait megmentette a büntetéstől.

### A zsidó háborúban
66-ban tért vissza Jeruzsálembe. Távolléte alatt szülőföldjén lázadás bontakozott ki a Római Birodalom ellen, amit Iosephus a Zsidó háború c. művében a zélóták nyughatatlan természetével magyarázott. Visszaemlékezése szerint maga meg volt győződve a felkelés bukásáról, és megpróbálta a lázadókat lebeszélni a Róma elleni fegyveres harcról, de félelmében, hogy árulónak tartják, elmenekült a jeruzsálemi templom felső traktusába, és kivárta, míg a felkelők vezetőit kivégzik. Ekkor visszatért, és látva a feldühödött tömeget, amelyet lecsillapítani már nem bírt, rokonszenvet színlelt a felkelőkkel és a lázadók mellé állt. Titkon abban bízott, hogy Cesare Gallus szíriai legátus, akihez a zsidó király II. Agrippa , félve a rómaiak bosszújától Antiocchiába menekült, bevonul Galileába, és leveri a lázadókat.
A felkelés hírére Cesare seregeivel valóban megindult Jeruzsálem felé, ahova kisebb összecsapások után meg is érkezett, és nekilátott felszámolni a városban a lázadók állásait. A Jeruzsálemi Templomot azonban nem sikerült bevennie, pedig öt napig ostromolta, ezért visszavezényelte a seregeit, ám hazafelé egy szorosban a zsidó szabadcsapatok rajtaütöttek, és haderejét megsemmisítették. A váratlan győzelem hírére az országban fellángolt az ellenállás, és Iosephus hinni kezdett a forradalom sikerében. A zsidó békepártiak a várost elhagyták, többen azonban – így Iosephus is – a felkelőkkel maradtak. Ekkor kapott megbízást Galilea főparancsnoki teendőinek ellátására. Első, legfontosabb feladata a védelem megszervezése volt, hiszen várható volt, hogy Róma nem hagyja büntetlenül egy hadtestének vereségét, és várhatóan nagyobb bosszúhadjáratot indít. Erre hamarosan sor is került, Nero Vespasianust és fiát, Titust küldte Júdeába nagyobb haderővel, mint amekkorával Claudius Britanniát elfoglalta. 
Iosephus a munkához nagy szakértelemmel látott, bár katonai előképzettséggel nem rendelkezett.  A városok jogi helyzetének rendezése után mintegy 66 ezer katonát toborzott, majd a stratégiailag fontos városokat, erődítményeket megerősítette, illetve felépítette Itabyrion erődjét a galileai Tábor-hegyen. A rómaiak felvonulása azonban annyira megrémítette a felkelőket, hogy Iosephus serege szétszéledt, maga is Tiberiasba menekült, ahonnan segítséget kért Jeruzsálemből, hogy felvehesse a harcot a galileai határnál állomásozó ellenséggel. A rómaiak módszeresen kezdtek az erődítmények felszámolásához, ami gyors sikert eredményezett számukra, mivel a lakosság többnyire a megadást választotta, vagy megfutamodott. Könnyűszerrel elfoglalták a stratégiailag jelentős galileai síkságot, Iosephus pedig, mivel ütőképes sereg nélkül maradt, kisebb csapatával 70 Artemisios (április – május) 21-én Iotapata erődjében készült fel a védelemre.
Vespasianus seregei másnap érkeztek az erőd alá, és azonnal támadásba lendültek. Negyvenhét napi ostrom után Panémos (június – július) 1-jén foglalták el a zsidók hadállását. A felkelőket és az ide menekült lakosságot, 1200 nő és gyermek kivételével, felkoncolták. Iosephus mintegy negyven bajtársával az erőd szövevényes barlangrendszerében húzódott meg.
Vespasianus számára fontos volt, hogy Iosephust, a lázadók parancsnokát kézre kerítsék, ezért katonái mindent megtettek felkutatása érdekében. Egy menekült asszonytól szereztek tudomást a rejtekhelyéről, és a barlang bejáratánál üzentek neki, hogy kegyelmet kap, ha megadja magát. Ő azonban nem hitt a rómaiaknak, félt a megtorlástól, ám egy álma eszébe jutott:
Mivel elhatároztad, hogy megtöröd a zsidó népet, amelyet Te alkottál, mivel a szerencse a rómaiak mellé állt, és Te az én lelkemet választottad ki, hogy hirdessem a jövendőt: megadom magam a rómaiaknak, és életben maradok. De Téged hívlak tanúul, hogy nem mint áruló, hanem mint a Te szolgád megyek át hozzájuk.”
Az álom hatására úgy döntött, hogy megadja magát, azonban társai ezt a döntését árulásnak vélték, és ellenségesen léptek fel ellene, mondván, inkább öngyilkosok lesznek, minthogy a megadás mellett döntsenek. Feltárta előttük, hogy az öngyilkosság bűn, inkább húzzanak sorsot és Isten kezébe helyezzék a döntést: minden ember az utána következőt ölje meg, majd a maradék is ölje meg a rákövetkezőt, mígnem mindenki meghal, és senki nem esik bűnbe. Iosephus utolsónak maradt egy társával, akit meggyőzött arról, hogy az remélhetően sem gyilkos, sem az áldozat szerepét nem kívánja, s ha már a sors így rendelte, adják meg magukat a rómaiaknak, lehet, hogy csodálatos életbenmaradásukkal felsőbbrendű célt szolgálnak. 
Miután feljöttek búvóhelyükről, fogságba estek, majd Iosephust, mint a lázadók parancsnokát, Vespasianus elé vezették, ahol Iosephus megjövendölte a római fővezérnek, hogy hamarosan császár lesz, és a fia Titus is. Vespasianus ezt kétkedve hallgatta, de a híresztelések Iosephus jövendőmondó képességéről meggyőzték őt, és nem végeztette ki foglyát. Fia, Titus közbenjárásának hatására gazdagon megjutalmazta, bár rabszolgájává tette és továbbra is bilincsben tartotta.
Iosephus követte a sereget a zsidók elleni hadjárat színtereire, így jelen volt Gamla harminc napos ostrománál is. Helyzete igen kényes volt, hiszen a rómaiak tartottak attól, hogy elárulja a még harcoló zsidó felkelőknek harci terveiket, a zsidók pedig árulónak tartották, hiszen az erődöt eredetileg ő maga erősítette meg. Gamla elfoglalása után a tábor-hegyi erődítmény adta meg magát, majd a gischalai erőd. Már csak Jeruzsálem elfoglalása volt hátra, amikor Vespasianus beavatkozott a Néró halála után kitört római polgárháborúba, és a trónkövetelő Othót és Vitelliust megelőzve elnyerte a Római Birodalom császári címét.
A zsidók elleni végső összecsapást, Jeruzsálem elfoglalását fiára, Titusra bízta, aki, hogy bizonyítsa az új dinasztia dicsőségét, öt hónapos vérengző ostrommal bevette a várost, és a Templomot földig rombolta.

### A háború után
Iosephus elkísérte Titust Rómába, és 71 tavaszán szemtanúja volt a győzelmi diadalmenetnek. Titus és Iosephus között „patronus - cliens” viszony jött létre. Flavius római polgárjogot szerzett, megkapta Vespasianus korábbi házát is, egyúttal évjáradékot utaltak ki számára. A római „elit” tagja lett, még egy kis földet is kapott Júdeában. Ekkor vette fel a Iosephus Flavius nevet is patrónusa után. Önéletrajzában azt írja, római évei alatt a zsidó diaszpóra elismert és tekintélyes tagja lett, és bár egyes kutatók szerint a római elitben betöltött szerepét meglehetősen eltúlozta, a diaszpórában élő zsidók jelentős támogatót láttak benne.
Vespasianust fia, Titus követte a császári trónon. Iosephus ezt követően is töretlenül császári bizalmat élvezhetett az új uralkodó mellett is, aki „elhalmozta kegyeivel”. Titust Domitianus követte, aki szintén jóindulattal viseltetett iránta, sőt júdeai birtokára adómentességet biztosított. Római időszakáról keveset tudni, megnősült, élvezte a gazdag befolyásos polgárok életét, és bár az időnként fellángoló, a kormányzat részéről gerjesztett zsidóüldözések során többször bevádolták a császárnál, neki nem esett bántódása. Vespasianus és Titus egyaránt kitüntette támogatásával: mindketten felismerték szerepének jelentőségét. Lakást kapott a császári palotában, évjáradékot húzott, de a császári barátságnak voltak kellemetlen vonatkozásai is Flaviusra nézve: Vespasianus egyszer nagyúri szeszélyében arra kényszeríttette, hogy feleségül vegyen egy hadifogoly zsidó lányt, holott a zsidók vallási törvényei az ilyen házasságot szigorúan megtiltották a papoknak. De a római császárnak nem parancsolt a zsidó törvény. Bár Iosephus elvált ettől a feleségétől, a zsidók sohasem bocsátották meg neki ezt a súlyos törvényszegést.  A római zsidó diaszpórától elszigetelten alkotta műveit.
Halálának időpontját, körülményeit nem ismerjük. Valószínűleg 100 körül hunyt el.

## Művei

### A zsidó háború
Ezt a művét Flavius görögül írta, de latin fordításban vált ismertté. (Eredeti görög címe: Iογδαικογ πολεμογ, h ιογδαικhσ iστοριασ περι αλωσεωσ / lat. De Bello Iudaico, sive Iudaicae Historiae de Exidio.) A mű előszavában megemlíti, hogy volt ennek egy arámi változata is, melyet elkészülte után elküldött különböző népeknek, így a pártusoknak, a babilóniaiaknak, a „messzi araboknak”, és az Eufráteszen túl lakó törzseknek. Ezeknél a népeknél az arámit mint közvetítő nyelvet (lingua franca) beszélték. A görög változatot később, úgy 75-79 között írta még Vespasianus halála előtt, és amint közli a műben, a császárnak ajánlotta, sőt feltételezhetően annak megrendelésére készült.
Feltűnő, hogy a mű érvelése, ítéletei, szempontjai kizárólagosan a Római Birodalom elgondolásait és nézeteit tükrözik. A mű címe is azt sugallja, hogy a mű a rómaiak és nem a zsidók szemszögéből íródott.
Az uralkodó olyannyira nagyra tartotta ezt a művet, hogy elrendelte, hogy az állami könyvtárakban is legyenek belőle példányok. Elképzelhető, hogy a könyv első változatát már 71-ben elkészítette, majd folyamatosan bővítette. Stílusának vizsgálatából úgy tűnik, hogy Titus alatt írhatta az első hat könyvet, majd Domitianus alatt a hetediket. Ez abból következtethető, hogy nagy hódolattal szól a császárról. Már a könyv elején az objektív, de abban az időben kevéssé népszerű Thuküdidész követőjének vallja magát.
A háborúnak Iosephus nemcsak szemtanúja volt, hanem cselekvő részese is. Amikor átadta művét több, a háborúban részt vevő kortársának, azok elégedetten forgatták, így II. Agrippa is, akivel kiterjedt levelezést folytatott a műről.

### A zsidók története

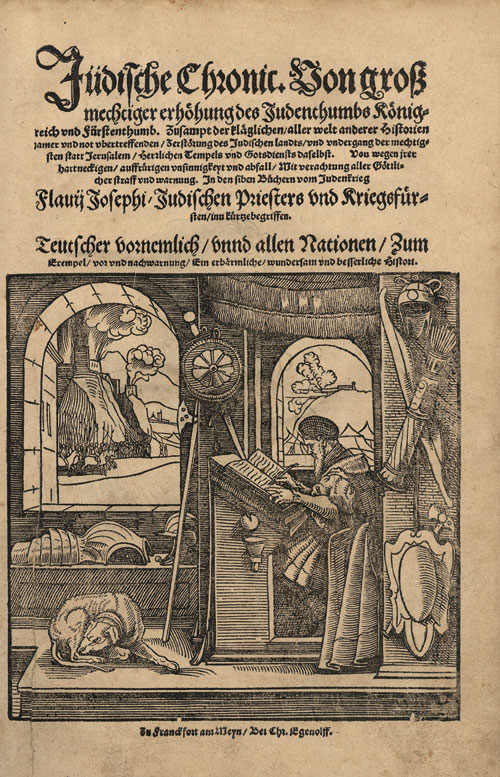
A zsidók története című mű korai német kiadása (1552)

A művet Domitianus uralkodásának 15. évére keltezte, és akkor kezdhette el részletekben a közzétételét.
 „Ezzel befejeztem történelmi művemet, ami húsz könyvből, vagyis összesen hatvanezer sorból áll, ha isten is úgy akarja, rövidesen újra összefoglalom majd a háború történetét és életrajzomat is mind a mai napig.”
 A könyv egy nagyívű történeti összefoglalás nagyrészt az Ószövetség alapján, egy krónika a világ teremtésétől 66-ig. Összehasonlítva A zsidó háborúval, kitűnik, hogy amíg A zsidók története elsősorban egy nagyívű retorikai alkotás, addig A zsidó háború inkább kritikai szempontok alapján készült. Iosephus hitet tesz amellett, hogy a történetírásnak az igazmondásra kell törekednie, és a retorikai jellegű történetírást, amely abban az időszakban általános volt, elveti. A művet a nem zsidó közösségnek szánja, célja népe életének megismertetése, a szent hagyományok bemutatása és népszerűsítése. A mű gyakorlatilag a héber bibliát tárja a nagyközönség elé, közérthető formában, és talán azért, hogy urainak kedvébe járjon, több dicsérő és magasztaló szót szán rájuk, kihangsúlyozza, hogy hagyományaik megtartásában semmiféle felsőbb hatóság nem gátolta meg, és hogy a zsidók a hatóságok védelme alatt mindig szabadon gyakorolhatták vallásukat. Több helyen kitartóan magyarázza az idegenek számára furcsa szokásokat, törvényeket, az étkezési és vallási előírásokat. A bibliát népszerűsítve valójában parafrazeálta azt, de siet kijelenteni, hogy a szent könyvhöz semmit hozzá nem tett, abból el nem vett, mivel ezt a vallási törvények is tiltják. A mű görög címe (Archaeologia), ős, vagy előtörténetet jelentett abban az időben, azonban a kor szokásaitól eltérően Flavius a zsidóság egyedülállóságát hangsúlyozza. A görögök saját műveikre, mint a költői hagyományra tekintenek, a zsidók azonban isten végzéseinek, (dogmata) tartják a szentírásokat.
Flavius könyve azért maradhatott fenn, mert a keresztény utókor fontos kordokumentumnak tekintette elsősorban a Testimonium Flavianum néven ismert szakasz miatt (munkájának 18. könyvében található), melynek azonban teljes eredetiségét vitatják. Ebben Flavius zsidó létére keresztény hitvallást és nézeteket fűzött a szövegbe. A kutatók szerint a későbbi keresztények a maguk felfogásának megfelelően átszerkesztették a művét. A szövegről a keresztény gondolkodó Órigenész, aki behatóan ismerte Flavius munkásságát, azt írta, hogy Flavius nem hitt Jézusban mint Messiásban, és az őt megelőző egyházi szerzők sem beszéltek erről a kereszténység számára igen fontos szövegrészletről, ezért nem hitt az eredetiségében.  Ezzel szemben Keresztelő Jánosról és Jakabról, a „Krisztusnak nevezett Jézus” testvérének haláláról szóló szövegrész eredetiségét a kutatók általában elfogadják.

### Önéletrajz
A mű eredetileg 93-94-ben jelenhetett meg A zsidók története mellékleteként, eredetileg csak önéletrajzi adatokat tartalmazott. Mivel nagy hangsúlyt fektet Domitianus és felesége magasztalására, a mű a császár meggyilkolása előtt keletkezhetett, azaz 96 előtt. Az apologizáló, mentséget kereső szövegrészekkel Flavius csak 100 körül bővíthette ki, hiszen számára, aki a rómaiak elleni háború egyik vezéralakja volt, veszélyes lett volna úgy védeni saját igazát az őt árulással vádoló honfitársaival szemben, hogy Rómában betöltött pozícióját ne veszélyeztesse. A mű nagy része válasz Iustus Tiberias történetíró vádjaira, aki úgy ábrázolta Iosephust a galileai seregek élén, mint erőszakos vezetőt és zsarnokot.

### Apión ellen
Teljes címe: Apión ellen, avagy a zsidó nép ősi voltáról (Peri tész tón Iudaión arkhaiotétosz [Περὶ τῆς τῶν Ἰουδαίων αρχαιότητος] / Contra Apionem, de antiquitate Iudaeorum). A 96-ban megjelent mű, amit Epaphroditusnak dedikált, a zsidó vallás apológiája az antiszemita rágalmak ellen, amelyeket Apión, egy alexandriai szerző gyűjtött össze Egyiptomról írt történeti munkájában. Flavius szenvedélyesen vitázik, nem idegen tőle a személyeskedő kirohanás, de a higgadt, tárgyilagos, szellemes érvelés sem. Széles körű forrásanyagra támaszkodva ismerteti az ókori egyiptomi, föníciai, mezopotámiai, görög és római történetírás e tárgyban született írásait (az egyiptomi Manethón, a mezopotámiai Bérosszosz, Hekataiosz, Püthagorasz, Apión). Flavius célja a zsidóság ősiségének bizonyítása. Eredeti címe vitatott, Porphyrios, 2. században élt görög filozófus A görögök ellen (Pros tus Hellénas) címmel idézi. A jelenlegi cím, Contra Apionem először Jerome De Viris c munkájában jelenik meg. A ma használatos szövegek egyetlen görög kéziraton, a Codex Laurentianus szövegén alapulnak, bár ez sem teljes. A II. könyv 5-9. (52-112. §) fejezete közötti rész (133) hiányzik, ezért a kiadók Cassiodorus (Theoderich gót király tanácsadója) 6. századi latin fordítása alapján rekonstruálják a szöveget. Az Apión elleni vitairat a 90-es évek végén vagy 100 körül jelenhetett meg.

## Flavius műveinek utóélete
A korai keresztények élénken forgatták Iosephus műveit, különösen A zsidók története c. művét, és az egyházatyák, mint például Szent Jeromos és Szent Ambrus, valamint a korai egyházi történészek, mint Eusebius, szívesen idézték őt a műveikben. Aranyszájú Szent János, görög egyházi író az Ószövetség hasznos történelmi áttekintésének nevezte a művet.
Iosephus munkáit már igen korán latinra fordították, amelyek a nyomtatás elterjedése után, szinte minden fontosabb nyelven megjelentek. A nyugati világban viszonylag hamar ismertté váltak Flavius művei, latin fordítások, az Önéletrajz kivételével szinte minden műve interpretálásra került, ha csak rövidített formában is. A zsidó háborúnak egy szabad fordítását először Jeromos ("Ep. LXXI. Lucinium ad") készítette, aki megjegyezte, hogy a nehéz feladatot nem tudta kellőképpen megoldani, de fontosnak tartotta, hogy Flavius művei megjelenjenek latinul. Cassiodorus ("De Institutione Divinarum Literarum," ch. Xvii.) A zsidók történetének, és az Apión ellen c. művek fordítását a hatodik században tette közzé, de A zsidó háborúnak Tyrannius Rufinus származó 4. századi fordítása már ez előtt is ismert volt. Egy Hegesippus vagy Egeosippus által készített szabad fordítást is ismerünk, amelyben a fordító A zsidó háború hét könyvét öt könyvre rövidítette. Kitűnik a fordításból, hogy Hegesippus keresztény lehetett, és a földrajzi vonatkozások kiemelése miatt valószínűleg zarándokúton járt Palesztinában. Ennek első kiadása Párizsban, 1510-ben jelent meg.
Az első német fordítást a strasbourgi reformátor Kaspar Hedio szerkesztette 1531-ben, és a francia fordítást Burgoing Lyons 1558-ban adta ki. A legismertebb az angol fordítások közül a Whiston által készített kiadás, (London, 1737), ezt módosította Shilleto (5 köt., London, 1888-9). A 19. század közepén az érdeklődés a zsidók története iránt megélénkült, igény merült fel egy korszerű, új szövegfordításra, amely a Society of St. Charles Borromeo által felkért Konrad Martin professzor, később Paderborni püspök készített Franz Kaulennel együttműködve (1. kiadás., Köln, 1852-3, 2. és 3. kiad. Kaulentől 1883 és 1892). Iosephus műveinek kritikai kiadását Dindorf tette közzé görög és latin fordításban (2 köt., Párizs, 1845-1847) és Bekker (6 köt., Lipcse, 1855-6). Ugyancsak kritikai kiadással jelentkezett Naber, (Lipcse, 1888-1896) és Niese (7 köt., Berlin, 1887-95, csak szöveg, 6 köt., Berlin, 1888-1895).

## Magyarul
- Flavius József ó-kori héber történetírónak a zsidó háborúról írt hét könyve; ford. Istóczy Győző; Buschmann Ny., Bp., 1900
- Flavius József vitairata a zsidók ősrégi voltáról; ford. Istóczy Győző; Istóczy, Bp., 1903
- Paulik János: Jeruzsálem pusztulása. Josephus Flavius után az evangélikus híveknek templomi használatra; Hornyánszky Ny., Bp., 1910 (A Luther-Társaság kiadványa)
- A zsidók története; ford. Révay József; Renaissance, Bp., 1946
- A zsidó háború; ford. Révay József; Káldor, Bp., 1948
- A zsidó háború; 4. jav. kiad.; Gondolat, Bp., 1963
- A zsidók története; ford. Révay József, vál., utószó Hahn István, jegyz. Karsai György; Európa, Bp., 1980 (Clio)
- Apión ellen, avagy A zsidó nép ősi voltáról; ford., jegyz., utószó Hahn István; Helikon, Bp., 1984 (Prométheusz könyvek)